# Daniele Giorgini
 Daniele Giorgini  nacido el 24 de abril de 1984 en San Benedetto del Tronto, es un tenista profesional italiano.

## Carrera
Su ranking más alto a nivel individual fue el puesto N.º 242, alcanzado el 2 de agosto de 2010. A nivel de dobles alcanzó el puesto N.º 143 el 22 de noviembre de 2004.
Participa principalmente en el circuidto ITF y de la ATP Challenger Series. Ha ganado hasta el momento ocho títulos de la categoría challengers en la modalidad de dobles.

## Títulos; 8 (0 + 8)
| Leyenda                        | Individuales | Dobles |
| ------------------------------ | ------------ | ------ |
| Grand Slam (tenis)\|Grand Slam | 0            | 0      |
| ATP World Tour Finals          | 0            | 0      |
| ATP World Tour Masters 1000    | 0            | 0      |
| ATP World Tour 500 Series      | 0            | 0      |
| ATP World Tour 250 Series      | 0            | 0      |
| ATP Challenger Series          | 0            | 7      |

### Dobles
| No. | Fecha      | Torneo                      | Superficie | Pareja           | Rival en la final                        | Resultado       |
| --- | ---------- | --------------------------- | ---------- | ---------------- | ---------------------------------------- | --------------- |
| 1.  | 06.08.2006 | Challenger Trani (1)        | Tierra     | Leonardo Azzaro  | Alessandro Motti Daniel Muñoz de La Nava | 6-4, 3-6, 10-6  |
| 2.  | 05.08.2007 | Challenger Trani (2)        | Tierra     | Leonardo Azzaro  | Fabio Colangelo Alessandro Motti         | 6-2, 7-5        |
| 3.  | 09.09.2007 | Challenger de Génova        | Tierra     | Simone Vagnozzi  | Simone Bolelli Flavio Cipolla            | 6-3, 6-1        |
| 4.  | 16.09.2007 | Challenger de Todi          | Tierra     | Alessandro Motti | Enrico Burzi Stefano Galvani             | 3-6, 7-5, 10-4  |
| 5.  | 12.09.2010 | Challenger de Brașov (1)    | Tierra     | Flavio Cipolla   | Radu Albot Andrei Ciumac                 | 6-3, 6-4        |
| 6.  | 21.06.2013 | Challenger de Milán         | Tierra     | Marco Crugnola   | Alex Bolt Hsien-Yin Peng                 | 4-6, 7-5, 10-8  |
| 7.  | 13.07.2014 | Challenger de San Benedetto | Tierra     | Potito Starace   | Hugo Dellien Sergio Galdós               | 4-6, 7-5, 10-8  |
| 8.  | 06.09.2014 | Challenger de Brașov (2)    | Tierra     | Adrian Ungur     | Aslan Karatsev Valery Rudnev             | 4-6, 7-64, 10-1 |